# Antoine Chessex
Pour les articles homonymes, voir Chessex.
Antoine Chessex (né en 1980 à Vevey en Suisse) est un artiste sonore, compositeur, saxophoniste, performeur et musicien expérimental.

## Biographie
Antoine Chessex est actif internationalement depuis plus d’une vingtaine d’années. Ses travaux embrassent un large champs de pratiques et comprennent autant des compositions pour ensembles de musique contemporaine, des installations sonores, des performances solo et des recherches transdisciplinaires. Les pratiques sonores de Chessex sont informées par l’exploration des dimensions physiques du son et des espaces et font usage de « masses » sonores ou de denses accumulations de textures dissonantes résultant en des structures ouvertes caractérisées par l’intensité et la tension,.
En 2009, il reçoit une commande de composition de la fondation Pro Helvetia pour DUST, pièce pour trois violons et électronique. En 2010, l'Ensemble Phoenix de Bâle lui commande Metakatharsis pour ensemble acoustique et électronique. En 2011, le Kammerensemble Neue Musik Berlin lui commande CHUTE, une pièce pour tuba et percussions. En 2012, il compose Schichten et Ritournelle Fulgurante pour l'ensemble oh ton à Oldenburg. En 2014, il réalise Plastic Concrete pour Apartment House à Londres et Damage is Done, seconde collaboration avec l'Ensemble Phoenix de Bâle. En 2016, il compose Les Abîmes Hallucinés pour l'Ensemble Proton à Berne et en 2018 il remporte le Prix Werkjahr de la ville de Zürich.
En parallèle à ses activités de compositeur, Chessex est actif internationalement comme saxophoniste et performeur solo. Ses performances se déclinent soit en version acoustique (textures micro-tonales jouées en respiration circulaire interagissant avec l'architecture du lieu où il se produit) soit en amplifiant son instrument au moyen d´un dispositif électronique résultant en des expériences physiques en totale immersion dans le son et détournant radicalement le saxophone de sa tradition bien tempérée. Chessex s'est produit dans de nombreux festivals de musique expérimentale dans le monde, notamment au Japon, en Chine, en Russie, aux États-Unis et en Europe.
En addition à de régulières tournées internationales comme performeur solo, il se produit également avec le groupe de Noise-rock Monno et au travers de collaborations avec des artistes tels que Valerio Tricoli,  Zbigniew Karkowski, Jérôme Noetinger, Kasper T. Toeplitz, Dave Phillips, l'architecte Christian Waldvogel (Globus Cassus), ou l'artiste multimédia Ulrike Gabriel (en) (Flow 2002-2003). Antoine Chessex est également  enseignant et chercheur à la Zürcher Hochschule der Künste.
Il est lauréat du Prix suisse de musique en 2020.

## Discographie

### Composition
- Echo/cide & The Experience of Limit (tochnit aleph, 2020)
- Chessex, Noetinger & Apartment House (bocian, 2016)
- Werktag plays Chessex (a tree in a field, 2015)
- Selected Chamber Music Works (tochnit aleph, 2014)
- DUST pour 3 violons et électroniques (cave12, 2011)

### Travaux solo
- Subjectivation (rekem/fragment factory, 2018)
- Multiple (musica moderna, 2014)
- Errances (under platform, 2013)
- Fools (tourette, 2010)
- Le Point Immobile (mnoad records, 2010)
- Terra Incognita (absurd, 2009)
- Power, stupidity & ignorance (le petit mignon, 2009)
- Untitled acoustic (naivsuper, 2008)
- Lost in destruction (editions Zero, 2008)
- Silences (tanzprocesz, 2007)
- No (imvated, 2004)

### Avec Monno
- Cheval Ouvert (idiosyncratics, 2013)
- Ghosts (conspiracy, 2009)
- Error (conspiracy, 2007)
- Untitled (soundimplant, 2004)
- Candlelight technology (subdeviant, 2003)

### Collaborations
- Crepuscular Hour avec Maja Ratkje (rune gramofon, 2016)
- Coi Tormenti avec Valerio Tricoli (dilemma, 2010)
- Calcination (utech, 2009)
- With Dave Phillips (tochnit aleph compilation, 2005)
- Swiftmachine (creative sources, 2004)
- Kainkwatett (schraum, 2003)